# Бейб Рут (рок група)
Вижте пояснителната страница за други значения на Бейб Рут.
Бейб Рут (на английски: Babe Ruth) е английска рок група, която е активна през 70-те. Произхожда от Хатфийлд, Хартфордшър, Англия. Характерният за тях тежък звук е обусловен от силните вокали на Джанита (Джини) Хан и пълноценните аранжименти на Алан Шаклок. Те постигат по-голям търговски успех в Северна Америка, отколкото в домашната си страна.
Когато групата се сформира през 1970 г., те се представят като Шаклок, по името на китариста Алан Шаклок. Нейни членове са Джанита Хан и Дейв Хюит, а впоследствие към тях се присъединяват Дейв Пуншон и Дик Пауъл. Първият им сингъл е Wells Fargo. Дебютният им албум, First Base, получава златен статут в Канада. През 1973 г. Ед Спивок заменя Пауъл, а Крис Холмс идва на мястото на Пуншон на втория албум. През 1975 г. Стив Гърл, кийбордистът от Уайлд Търки на Глен Корник, идва, за да замени Холмс на третия им албум. През същата година Шаклок напуска групата, за да се впусне в работа като звукозаписен продуцент, и Бърни Марсдън (Уайлд Търки) се включва в състава за направата на четвъртия албум. След това Хан и Хюит напускат.